# Смирнов, Алексей Григорьевич (Герой Социалистического Труда)
Алексе́й Григо́рьевич Смирно́в — советский хозяйственный, государственный и политический деятель, Герой Социалистического Труда.

## Биография
Родился в 1916 году в селе Бобылёвка. Русский. Член КПСС.
Красноармеец, участник освобождения Западной Украины и боёв на Карельском перешейке. С 1940 года — на хозяйственной, общественной и политической работе. В 1940—1980 гг. — помощник машиниста паровоза в депо Ковельской железной дороги и депо Лев Толстой Московско-Донбасской железной дороги, паровозный машинист паровозной колонны особого резерва № 7 Народного комиссариата путей сообщения СССР, слушатель Центральных технических курсов НКПС, заместитель начальника сборочного цеха Запорожского паровозоремонтного завода, старший машинист и машинист-инструктор локомотивного депо Днепропетровск.
Указом Президиума Верховного Совета СССР от 5 ноября 1943 года за особые заслуги в обеспечении перевозок для фронта и народного хозяйства и выдающиеся достижения в восстановлении железнодорожного хозяйства в трудных условиях военного времени присвоено звание Героя Социалистического Труда с вручением ордена Ленина и золотой медали «Серп и Молот».
Делегат XXII съезда КПСС.
Умер в Днепропетровске в 1997 году.